# Distrito de Ranracancha
El Distrito de Ranracancha es uno de los doce distritos de la provincia de Chincheros  ubicada en el departamento de Apurímac, bajo la administración del Gobierno regional de Apurímac, en el sur del Perú.
Desde el punto de vista jerárquico de la Iglesia católica, forma parte de la Diócesis de Abancay la cual, que a su vez,  pertenece a la Arquidiócesis de Cusco.

## Historia
El distrito fue creado mediante Ley n.º 26243 del 29 de octubre de 1993, en el gobierno del Ingº Alberto Fujimori.

## Toponimia
Etimológicamente el nombre procede de las voces quechuas ranra = pedregoso y cancha = cerco.

## Geografía
La ciudad de Ranracancha se encuentra ubicada en los Andes Centrales. Está a 3 200 m s. n. m. En el 2005 según un censo había 5 588 habitantes.
Ranracancha, llamada también capital agrícola e industrial de la provincia de Chincheros, debido a sus campos fértiles, que facilitan la productividad de bienes agrícolas, en sus 13 años de creación política, es uno de los distritos, con mayor desarrollo en cuanto a infraestructura y desarrollo urbano, es considerado el distrito industrial de la provincia de chincheros debido a que tiene varias empresas compitiendo dentro de la región y el país.

## Autoridades

### Municipales
- 2023-2026[4]
  - Alcalde: Alejandro Arango Naveros, del partido político Hatariy Apurimac.
  - Regidores: Maximiliana Navarro Pascual (Hatariy Apurimac), Lazaro Caceres Quispe (Hatariy Apurimac), Herminia Centeno De Chui (Hatariy Apurimac), Elias Dia De Leon (Hatariy Apurimac), Jhonny Mozo Caceres (Perú Libre).

## Festividades
- Carnaval de Ranracancha (5 de marzo)
- Sumaq Champaqu - Padre Rumi (3 de abril)
- Toro Pukllay (28 - 29 - 30 y 31 de julio)
- Niño Navidad (Diciembre)
- Virgen del Carmen.
- Inmaculada Concepción.

### Folklore
En Ranracancha, como parte de la cultura andina viva se mantienen y se dinamizan: creencias, leyendas y tradiciones, muchas de las que se expresan en sus actuales costumbres, especialmente a través de sus actividades agropecuarias , en el aspecto del trabajo de la tierra, en la siembra, en el riego, el recubrimiento de las plantas (primera, segunda lampa) y la cosecha. Tienen, en el seno de las comunidades, tradicionales usos y costumbres que generalmente se acompañan con cantos, ritos, danzas y bailes. Así también sucede en el tiempo de la marca de ganados; en las fiestas patronales con advocación de santos católicos que tienen marcado arraigo; en los días cívicos y en los acontecimientos de la vida social, como son la yarcca faena, wasi ccatay, los bautizos, los matrimonios, el corte de pelo de las criaturas, la construcción de viviendas, el arribo o viaje de parientes y amigos, las defunciones y los pitsqay.
En cuanto a las costumbres, las principales son las tincas en el tarpuy (siembra); en la apertura de las acequias de regadío; en el cutipay (deshierbe y recubrimiento de las plantas con la tierra removida). Las fiestas de la marca de ganado vacuno, con ceremonias de tincas y bailes especiales, desde abril hasta agosto. El ayni y la minka, el ayni no solo en las labores agrícolas, también en construcción de viviendas ,en limpieza de acequias y de caminos de herradura.
Otro de los atractivos turísticos de renombre mundial es la  danza de los negrillos, ejecutada en la Navidad y es muy típica en Ranracancha, también la fiesta  taurina por fiestas patrias de cada año, que dura tres días de fiesta
En cuanto a los instrumentos utilizados en cada una de estas fiestas tradicionales, podemos mencionar entre ellos los oriundos de cada lugar como: arpa, violín, charango, guitarra, mandolina, entre los instrumentos de cuerda. Los aerófonos son las trompetas de cuerno de vacuno. Los membranófonos son bombo, tambor tinya, huanca.